# اثر سفارشی
اثر سفارشی (به انگلیسی: work for hire) اثری است که بنا بر قانون حق نشر توسط کارمند یک شرکت یا مؤسسه یا در قبال دستمزد خلق می‌شود و حقوق آن نزد شرکت یا مؤسسه یا سفارش‌دهنده محفوظ می‌ماند. با این توضیح که حقوق یک اثر متعلق به مؤلف (پدیدآور) اثر است. معمولاً مؤلف همان خالق اثر است؛ اما در این مورد، خالق با مؤلف یکی نیستند؛ کارمند خالق است و شرکت/مؤسسه مؤلف. نوشتن خبر توسط خبرنگار برای خبرگزاری یا نوشتن یک مدخل توسط استاد دانشگاه برای یک دانشنامه مثال‌هایی از آثار سفارشی هستند.
مدت حفاظت از حقوق آثار معمولی در ایالات متحدهٔ آمریکا از ضابطهٔ عمومی ۷۰ سال پس از مرگ مؤلف تعیین می‌شود. اما چون دارندهٔ حق نشر آثار سفارشی معمولاً اشخاص حقوقی هستند که مرگ برایشان قابل تعریف نیست، مدت حفاظت از این آثار ۹۵ سال پس از انتشار اثر یا ۱۲۰ سال پس از خلق اثر است، هر کدام که کوتاه‌تر باشد.
در مادهٔ ۱۳ قانون حمایت حقوق مؤلفان و مصنفان و هنرمندان ایران آمده است:
حقوق مادی اثرهایی که در نتیجهٔ سفارش پدید می‌آید تا سی سال از تاریخ پدید آمدن اثر متعلق به سفارش‌دهنده است، مگر آنکه برای مدت کمتر یا ترتیب محدودتری توافق شده باشد.